# Tuffi ai XVII Giochi asiatici
I concorsi dei tuffi dei XVII Giochi asiatici si sono svolte a Incheon in Corea del Sud dal 18 settembre al 3 ottobre 2014. Sono stati disputati 10 concorsi, cinque maschili e cinque femminili: trampolino da 1 metro individuale, trampolino 3 metri individuale e sincronizzati, piattaforma da 10 metri individuale e sincronizzati.

## Nazioni partecipanti
Ai Giochi hanno partecipato 61 tuffatori provenienti da 10 nazioni differenti.
- Cina (16)
- Hong Kong (3)
- Giappone (7)
- Kuwait (2)
- Macao (4)
- Malaysia (9)
- Corea del Nord (6)
- Qatar (3)
- Singapore (3)
- Corea del Sud (8)

## Podi

### Uomini
| Evento                      | Oro                           | Perform. | Argento                                   | Perform. | Bronzo                                 | Perform. |
| Tuffi individuali           |                               |          |                                           |          |                                        |          |
| Trampolino 1 m (dettagli)   | He Chao                       |          | He Chong                                  |          | Woo Ha-ram                             |          |
| Trampolino 3 m (dettagli)   | Cao Yuan                      |          | He Chao                                   |          | Shō Sakai                              |          |
| Piattaforma 10 m (dettagli) | Qiu Bo                        |          | Yang Jian                                 |          | Woo Ha-ram                             |          |
| Tuffi sincronizzati         |                               |          |                                           |          |                                        |          |
| Trampolino 3 m (dettagli)   | Cina Cao Yuan Lin Yue         |          | Malaysia Ahmad Amsyar Azman Ooi Tze Liang |          | Corea del Sud Kim Yeong-nam Woo Ha-ram |          |
| Piattaforma 10 m (dettagli) | Cina Zhang Yanquan Chen Aisen |          | Corea del Sud Kim Yeong-nam Woo Ha-ram    |          | Malaysia Chew Yi Wei Ooi Tze Liang     |          |

### Donne
| Evento                      | Oro                         | Perform. | Argento                                    | Perform. | Bronzo                                  | Perform. |
| Tuffi individuali           |                             |          |                                            |          |                                         |          |
| Trampolino 1 m (dettagli)   | Shi Tingmao                 |          | Wang Han                                   |          | Kim Na-mi                               |          |
| Trampolino 3 m (dettagli)   | He Zi                       |          | Wang Han                                   |          | Cheong Jun Hoong                        |          |
| Piattaforma 10 m (dettagli) | Si Yajie                    |          | Huang Xiaohui                              |          | Kim Un-hyang                            |          |
| Tuffi sincronizzati         |                             |          |                                            |          |                                         |          |
| Trampolino 3 m (dettagli)   | Cina Shi Tingmao Wu Minxia  |          | Malaysia Cheong Jun Hoong Ng Yan Yee       |          | Corea del Nord Choe Un-gyong Kim Jin-ok |          |
| Piattaforma 10 m (dettagli) | Cina Chen Ruolin Lui Huixia |          | Corea del Nord Kim Un-hyang Song Nam-hyang |          | Malaysia Leong Mun Yee Pandelela Rinong |          |

## Medagliere
| #      | Nazione        | Oro | Argento | Bronzo | Totale |
| ------ | -------------- | --- | ------- | ------ | ------ |
| 1      | Cina           | 10  | 6       | 0      | 16     |
| 2      | Malaysia       | 0   | 2       | 3      | 5      |
| 3      | Corea del Sud  | 0   | 1       | 4      | 5      |
| 4      | Corea del Nord | 0   | 1       | 2      | 3      |
| 5      | Giappone       | 0   | 0       | 1      | 1      |
| Totale | Totale         | 10  | 10      | 10     | 30     |